# 托馬斯·貝爾 (動物學家)

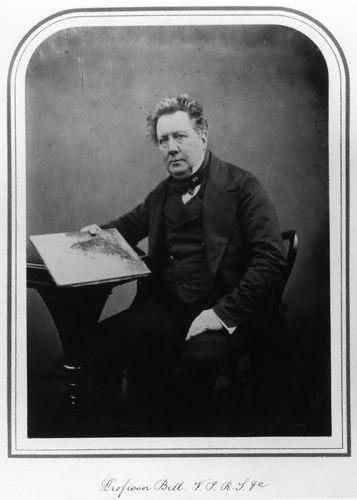
Thomas Bell

托馬斯·貝爾 FRS（Thomas Bell，1792年10月1日—1880年3月13日）是一位英國動物學家、外科醫生及作家，出生於英格蘭普爾。

## 生平

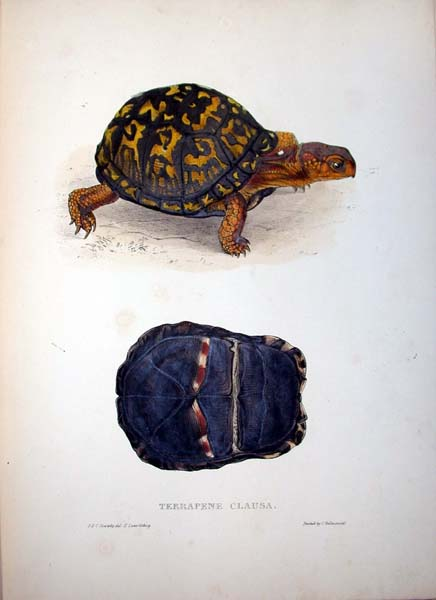
Terrapene clausa，《龜鱉目專論》（A Monograph of the Testudinata），倫敦，1832-1836

貝爾對動物學的興趣可能要來自于其母親蘇珊（Susan），這位女性也對貝爾德堂兄菲利普·亨利·戈斯產生了同樣的影響。1813年貝爾離開出生地普爾前往倫敦接受牙科醫生訓練，但身兼兩藝，在1836年成為倫敦大學國王學院動物學教授，同時也在蓋伊醫院教授解剖學。1844年成為英格蘭皇家醫學院成員，1858年成為倫敦林奈學會會長。
1836年12月2日，達爾文從第二次小獵犬號探險返程，貝爾開始加快對爬行動物的描述工作。 達爾文將小獵犬號上的甲殼綱動物標本交由他保管。最終貝爾成爲了這一領域的權威，他在促進達爾文物競天擇理論的傳播上發揮了重要作用，1837年3月證明了加拉帕戈斯象龜原産於加拉帕戈斯群島，而不是像達爾文想的那樣是作為食物被引入的。 他支持《Zoology of the Voyage of H.M.S. Beagle》的整理出版，不過進展緩慢， 後來也停止了對爬行動物的研究。
1858年1月1日，達爾文和華萊士發表了《On the Tendency of Species to form Varieties; and on the Perpetuation of Varieties and Species by Natural Means of Selection》，然而貝爾並不同意其觀點，於是作為倫敦林奈學會會長召開會議對此進行討論。1859年的年度會長報告中，他寫道“去年沒有任何重大發現”。
70歲時貝爾退休，前往塞爾伯恩養老，與吉爾伯特·懷特結識，並在1877年負責出版了懷特的《塞爾伯恩自然及古代史》，三年後去世。

## 著作

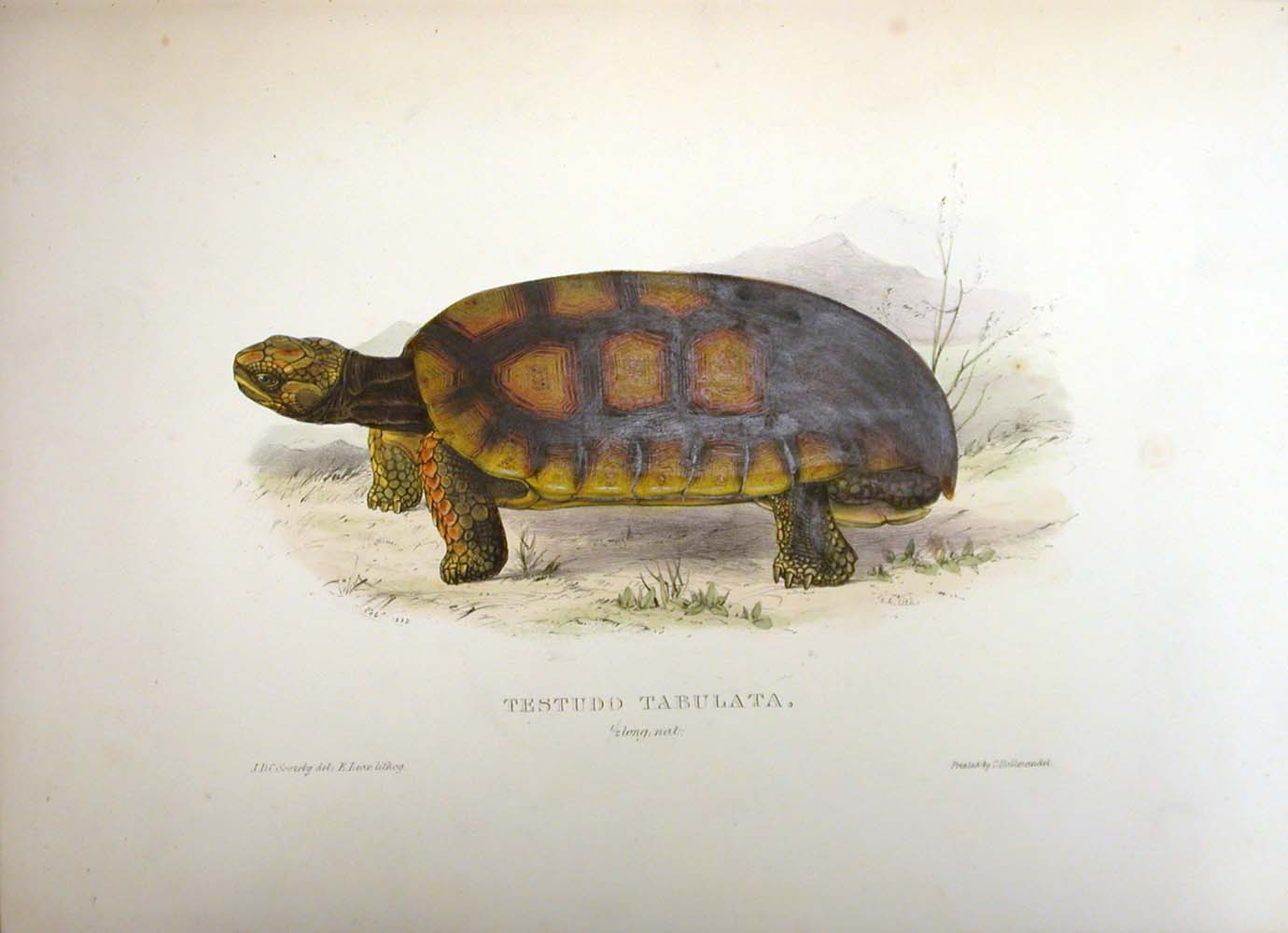
Chelonoidis denticulata/Testudo tabulata ，《龜鱉目專論》（A Monograph of the Testudinata），倫敦，1832-1836

- 《A Monograph of the Testudinata》 1832–1836 – 簡單介紹世界上的各種龜。
- 《A History of the British Stalk-eyed Crustacea》 1844–1853